# Af Adams fall är platt förderft
Av Adams fall är platt fördärvt, original tyska: Durch Adams fall is gantz verderbt. Den är bearbetad från tyskan av Jakob Arrhenius. Originalet är skrivet 1524 av Lazarus Spengler. 
I 1937 års psalmbok förekommer psalmen som nr 149 "O Gud vår broder Abels blod" skriven av Frans Michael Franzén 1813.  Melodin är från Joseph Klugs "Geistliche lieder" 1535. Psalmen finns i Luthersk psalmbok nr 704 och heter där "Av Adams fall fördärvad är".

## Publicerad i
- 1572 års psalmbok med titeln AF Adams fall är platt förderffuat.[1]
- Göteborgspsalmboken 1650 under rubriken "Om Menniskionnes Fall och Rättfärdigheet".[2]
- 1695 års psalmbok som nr 217